# 王培民
王培民（1944年10月—），男，汉族，浙江湖州人，中华人民共和国政治人物，曾任中共浙江省委统战部部长，浙江省政协副主席。